# اولاف اردیا
اولاف اردیا (اسپانیایی: Olaf Heredia‎؛ زادهٔ ۱۹ اکتبر ۱۹۵۷) بازیکن سابق و مربی فوتبال اهل مکزیک است.
از باشگاه‌هایی که در آن بازی کرده‌است می‌توان به باشگاه فوتبال تیگرس اونال، باشگاه فوتبال کروز آزول، و باشگاه فوتبال اونیورسیداد ناسیونال اشاره کرد.
وی همچنین در تیم ملی فوتبال مکزیک بازی کرده‌است.